# Seabank House
Seabank House ist eine Villa und späteres Hotel in der schottischen Ortschaft Aberdour in der Council Area Fife. 1973 wurde das Bauwerk als Einzeldenkmal in die schottischen Denkmallisten in der höchsten Denkmalkategorie A aufgenommen.

## Geschichte
Seabank House wurde 1831 als Witwenhaus der Henderson Baronets errichtet, die auf dem nahegelegenen Fordell Castle residierten. Der Entwurf wird dem schottischen Architekten Thomas Hamilton zugeschrieben. Hamilton stand seit 1826 mit George Douglas, 16. Earl of Morton in Kontakt und entwarf unter anderem einen Glockenturm für die örtliche Pfarrkirche, der jedoch nicht ausgeführt wurde. In der Mitte des 19. Jahrhunderts veräußerten die Hendersons Seabank House. Auf Grund des wachsenden Tourismus in Aberdour wurde dort im späten 19. Jahrhundert das Seabank House Hotel eingerichtet.

## Beschreibung
Seabank House steht an der Shore Road nahe der Firth-of-Forth-Küste. Die dreistöckige klassizistische Villa gehört zu den größten Gebäuden der Stadt und stellt von See aus eine Landmarke dar. An der nordostexponierten Hauptfassade führt eine kurze Vortreppe zu dem markanten dorischen Portikus. Sein Gebälk schließt ein schlichtes Gesimse ab. Oberhalb des Holzportal ist ein achtteiliges Kämpferfenster eingesetzt. Entlang der Fassaden sind meist zwölfteilige Sprossenfenster verbaut. Ein Anbau an der Nordwestseite ist neueren Datums. Das Seabank House schließt mit einem schiefergedeckten Walmdach.